# Théophile Obenga
Théophile Mwené Ndzalé Obenga (Mbaya, Gamboma, Plateaux; 2 de febrero de 1936) es un historiador, lingüista y diplomático congoleño, que se desempeñó como ministro de Relaciones Exteriores y ministro de Cultura de la República del Congo.

## Biografía
Nació en Mbaya, en el Distrito de Gamboma, en el entonces Congo Francés, en febrero de 1936. Se educó en el extranjero, estudiando en la tercera sección de la École Pratique des Hautes Études y en el Collège de France, donde se graduó como Historiador. Luego se matriculó en la Universidad de Burdeos para estudiar Filosofía, para, inspirado por el trabajo de Cheikh Anta Diop, posteriormente estudiar Egiptología en Ginebra. Finalmente, obtuvo un Doctorado en Letras y Ciencias Humanas de la Universidad de París I Panthéon-Sorbonne.
Miembro de la Sociedad Francesa de Egiptología, fue uno de los primeros africanos negros especializado en Egiptología. Primero enseñó Historia de África Central en la Universidad de Lubumbashi, en Zaire, entre 1973 y 1974, año en que pasó a dictar Egiptología en la Universidad de Brazzaville. Actualmente es profesor en la facultad de civilizaciones africanas en la Universidad Estatal de San Francisco.
En su carrera política se desempeñó Ministro de Relaciones Exteriores de la República Popular del Congo, nombrado en 1975 por Marien Ngouabi, y como Ministro de Cultura durante la presidencia de Denis Sassou-Nguesso.